# Koreyoshi Kurahara
Koreyoshi Kurahara (jap. 蔵原 惟繕, Kurahara Koreyoshi; * 31. Mai 1927 in Kuching, Sarawak, Malaysien; † 28. Dezember 2002 in Yokohama, Japan) war ein japanischer Filmregisseur und Drehbuchautor.
Kurahare studierte an der Fakultät für Künste der Nihon-Universität. Ab 1952 war er Direktionsassistent des Shochiku Kyoto Studio. 1957 debütierte er als Regisseur mit dem Film Ore wa matteru ze (I am waiting). Mit Aru kyōhaku (Intimidation) schuf er 1960 den ersten japanischen Film Noir. Es folgten Filme wie Kyōnetsu no kisetsu (The Warped Ones, 1960), Nikui an-chikushō (I hate but love, 1962), Kuroi taiyō (Black Sun, 1964) und Ai no kawaki (Thirst for Love, 1966). Spätere Erfolge waren Nankyoku monogatari (Antarctica, 1983), Haru no kane (1985) und – in Zusammenarbeit mit Roger Spottiswoode – Hiroshima (1995).
Außerdem drehte Kurahara auch zwei Dokumentarfilme (Der Gletscherfuchs, 1978 und Zou monogatari, 1980) und wirkte an mehreren Fernsehserien mit. Zu mehreren seiner Filme (u. a. Antarctica) schrieb er auch das Drehbuch. Sein Onkel war der Literaturkritiker Korehito Kurahara, sein Bruder Koretsugu Kurahara wurde gleich ihm als Regisseur bekannt.

## Filmografie (Auswahl)
- 1957: Ore wa matteruze (俺は待ってるぜ)
- 1960: Kyonetsu no kisetsu
- 1964: Die Liebe des Mädchens Kiyono (執炎, Shuen)
- 1969: Safari 5000 (栄光への5000キロ)
- 1978: Der Gletscherfuchs (キタキツネ物語, Kita-kitsune monogatari)
- 1981: Seishun no mon (青春の門)
- 1983: Taro und Jiro in der Antarktis (南極物語, Nankyoku monogatari)
- 1988: Umi e, See You (海へ See You)
- 1991: Strawberry Road (ストロベリーロード, Sutoroberī rōdo)
- 1995: Hiroshima